# Reda Zahraoui
Reda Zahraoui (en arabe : رضا الزهراوي), né le 7 octobre 1991 à Rabat (Maroc) est un footballeur marocain évoluant avec le club de l'Olympique de Safi. Il joue au poste de milieu de terrain.

## Biographie
Reda Zahraoui naît à Rabat et intègre le centre de formation du FUS de Rabat. Il commence sa carrière professionnelle dans sa ville natale. Il dispute seulement trois matchs lors de ses deux premières saisons. En janvier 2013, il est contraint de quitter le FUS de Rabat.
Le 1er juillet 2013, il signe un contrat de trois ans au CA Khénifra. Il évolue majoritairement en tant que remplaçant dans le club, et dispute douze matchs en Botola Pro. Il marque seulement un but sous le maillot khenifri.
Le 17 août 2019, il signe un contrat de quatre ans avec l'Olympique de Safi. Il dispute lors de la saison 2019/2020, le championnat arabe des clubs.